# Hilde Houben-Bertrand

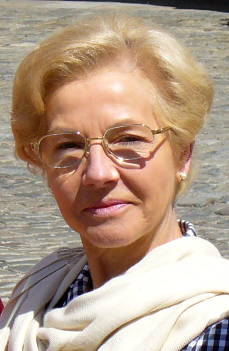
Hilde Houben-Bertrand in mei 2007

Hilde Houben-Bertrand (Genk, 24 mei 1940) is een Belgisch politica van CD&V. Ze is vooral bekend als voormalig gouverneur van de Belgische provincie Limburg.

## Biografie
Ze werd geboren als dochter van Alfred Bertrand (1913-1986) en Barbara Maria Dreezen (1909-1987). Haar vader was CVP-minister in diverse Belgische regeringen tussen 1961 en 1972. Na haar middelbare studies te Sint-Truiden studeerde ze politieke en sociale wetenschappen aan de Katholieke Universiteit Leuven.
Houben-Bertrand maakte carrière binnen de Christelijke Middenstands- en Burgervrouwen (CMBV) waarvan ze in 1992 nationaal voorzitter werd.
Haar politieke carrière startte in 1977 toen ze provincieraadslid werd in Limburg. Het jaar daarop werd ze gedeputeerde en bleef dit tot in 1991. Daarna werd ze terug gewoon provincieraadslid tot in 1994.
In 1995 werd Houben-Bertrand benoemd tot provinciegouverneur in opvolging van Harry Vandermeulen die de pensioengerechtigde leeftijd had bereikt. Zij bleef gouverneur tot in 2005, toen ze de pensioengerechtigde leeftijd bereikte, en werd opgevolgd door Steve Stevaert.
Als gouverneur zette zij zich vooral in om nieuwe werkgelegenheid aan te trekken na het sluiten van de steenkoolmijnen van het Kempens Bekken. Daarvoor stelde ze in 1998 een Actieplan voor Limburg op. Zelf gaf ze aan dat de sluiting van de Philipsvestiging in Hasselt en de drastische herstructurering bij Ford in Genk haar zwaar getroffen hebben tijdens haar gouverneurschap.
Ze is de moeder van gewezen KRC Genk-voorzitter Herbert Houben.